# Oizé
Oizé é uma comuna francesa situada no departamento de Sarthe, na região Pays de la Loire.
Seus habitantes são conhecidos como Oizéens.

## Personagens ilustres
- Marin Mersenne nasceu em Oizé em 1588